# Suribachi (mortier)

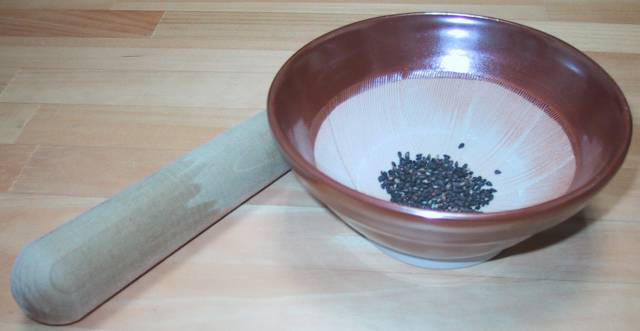
Suribachi.

Le  suribachi (擂鉢) est  un mortier japonais et le surikogi (擂粉木) est le nom du pilon. Le suribachi est un mortier en céramique rainuré. Il est notamment utilisé pour piler le sésame dans la recette du gomasio,.